# Марія Санчес
Марія Санчес  — американська тенісистка, що спеціалізується на парній грі.

## Фінали турнірів WTA

### Пари: 5 (3 титули)
| Результат | №  | Дата            | Турнір                     | Поверхня     | Партнерка      | Супротивниці                                   | Рахунок          |
| --------- | -- | --------------- | -------------------------- | ------------ | -------------- | ---------------------------------------------- | ---------------- |
| Перемога  | 1. | 4 січня 2014    | ASB Classic, Нова Зеландія | Хард         | Шерон Фічман   | Луціє Градецька Міхаелла Крайчек               | 2–6, 6–0, [10–4] |
| Поразка   | 1. | 6 березня 2016  | Monterrey Open, Мексика    | Хард         | Петра Мартич   | Анабель Медіна Ґарріґес Арантча Парра Сантонха | 6–4, 5–7, [7–10] |
| Перемога  | 2. | 16 вересня 2018 | Tournoi de Québec, Канада  | Килим (зала) | Ейджа Мугаммад | Дарія Юрак Ксенія Кнолль                       | 6–4, 6–3         |
| Перемога  | 3. | 7 квітня 2019   | Monterrey Open, Мексика    | Хард         | Ейджа Мугаммад | Монік Адамчак Джессіка Мор                     | 7–6(7–2), 6–4    |
| Поразка   | 2. | 3 серпня 2019   | Washington Open, США       | Хард         | Фанні Штоллар  | Коко Гофф Кейті Макнеллі                       | 2–6, 2–6         |

## Фінали турнірів серії WTA 125K

### Пари: 2 (1 титул)
| Результат | В–П | Дата     | Турнір                   | Поверхня | Партнерка      | Супротивниці                    | Рахунок  |
| --------- | --- | -------- | ------------------------ | -------- | -------------- | ------------------------------- | -------- |
| Поразка   | 0–1 | Вер 2018 | WTA Chicago, США         | Хард     | Ейджа Мугаммад | Мона Бартель Крістина Плішкова  | 3–6, 2–6 |
| Перемога  | 1–1 | Бер 2019 | WTA Guadalajara, Мексика | Хард     | Фанні Штоллар  | Корнелія Лістер Рената Ворачова | 7–5, 6–1 |